# Жуан III
Жуа́н III (порт. João III; 7 червня 1502 — 11 червня 1557) — король Португалії (1521—1557). Представник португальської Авіської династії. Народився в Лісабоні, Португалія. Син португальського короля Мануела I та кастильської інфанти Марії. Гуманіст, патрон мистецтв, захисник Церкви. За його правління було розширено колоніальні володіння королівства в Америці й Азії. Сприяв діяльності єзуїтів на Сході. З дозволу Святого Престолу започаткував португальську інквізицію (1536). Одружився із кастильською інфантою Катериною (1525). У шлюбі мав дев'ятьох дітей, які дочасно померли за винятком принца Жуана-Мануела, батька наступного португальського короля Себаштіана. Помер у португальській столиці. Похований у лісабонському Монастирі єронімітів. Прізвиська — Побо́жний (порт. o Piedoso), Колоніза́тор (порт. o Colonizador).

## Імена
- Жуа́н III (порт. João III, ст.-порт. Joham III) — у португальських джерелах.
- Жуа́н III Аві́ський (порт. João III de Avis) — за назвою династії.
- Жуа́н Колоніза́тор (порт. João, o Colonizador) — за прізвиськом.
- Жуа́н Побо́жний (порт. João, o Piedoso) — за прізвиськом.
- Жуа́н III Португа́льський (порт. João III de Portugal) — за назвою країни.
- Іва́н III, Іоа́нн III (лат. Ioannes III), або Йога́нн III (сер. лат. Johannes III) — у латинських джерелах.
- Хуа́н III (ісп. Juan III) — у кастильських, іспанських джерелах.
- Жоа́н III (ст.-порт. Joham III) — у старопортугальських джерелах.

## Біографія

### Інфант
У молодості Жуан отримав прекрасну освіту. Його вчителями були астролог Томас де Торрес, єпископ Візеу Діого де Ортіс та один з перших португальських гуманістів Луїш Тейшейра Лобо. Ставши королем, Жуан продовжував підтримувати діячів науки та культури. Він у 1537 році переніс Університет з Лісабона у Коїмбру, 1542 року заснував там же Колегію Вільних мистецтв, де викладали відомі європейські педагоги.
Коли Жуану виповнилося шістнадцять років, йому обрали дружину — Елеонору Австрійську але та несподівано вийшла заміж за його овдовілого батька, чим дуже засмутила інфанта. Історики вважають, що це розчарування послужило основною причиною надмірної побожності Жуана. Пізніше Жуан одружився з сестрою Леонори, Катериною Австрійською, сестру Ізабеллу видав заміж за імператора Карла V, сформувавши потужний португало-іспано-австрійський союз.

### Король
Жуан III вступив на трон, коли Португалія була в самому розквіті своєї політичної могутності а Лісабон досяг небувалої торгової значущості. Азійські володіння розширювалися за рахунок нових завоювань, почалася систематизована колонізація Бразилії.
Він продовжив політику абсолютизації королівської влади, розпочату його попередниками: за тридцять п'ять років свого правління він скликав кортеси лише тричі.

#### Експансія

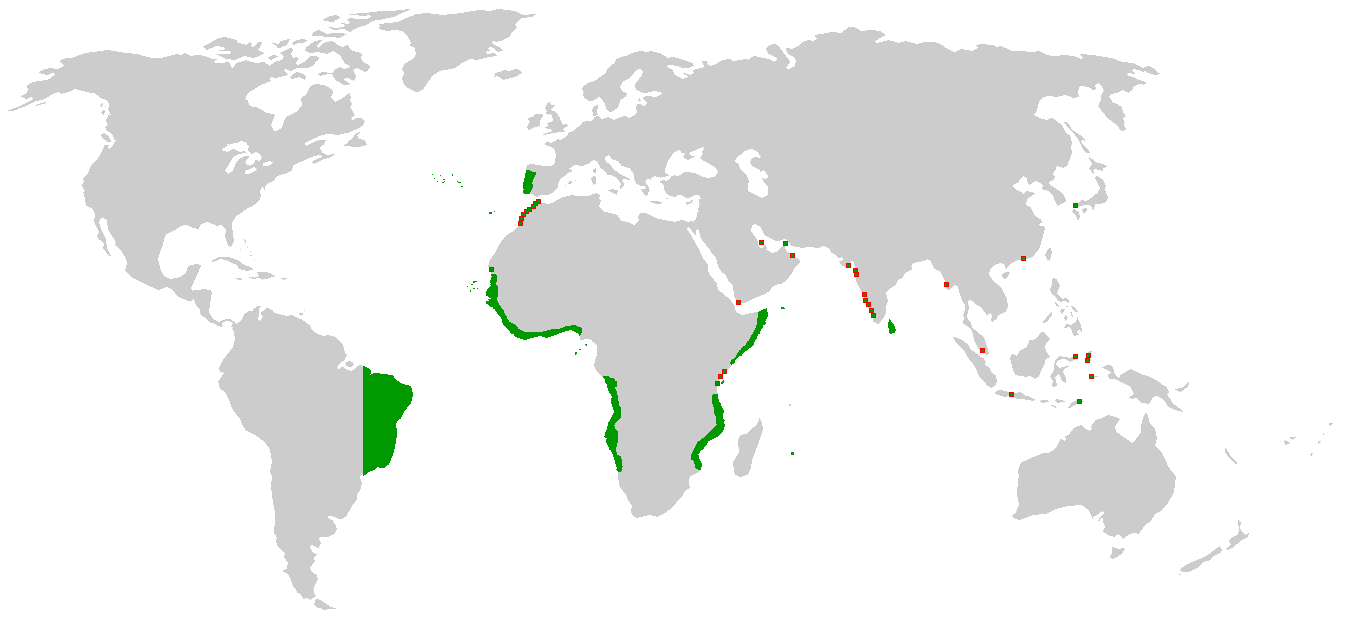
Португальські володіння при королі Жуані III

При Жуані III були досягнуті останні успіхи колоніальної експансії — була заснована колонія в Бразилії, захоплені Молуккські острови («острови Прянощів»), засновані колонії на узбережжі Індії, Сіаму, Китаю та Африки. У 1543 році португальці першими з європейців досягли берегів Японії, заснували торговий пост у Нагасакі і довгий час мали монополію на торгівлю з цією країною. Однак управління настільки великої імперією виявилося вкрай складним завданням. Жуану довелося відмовитися від кількох фортець в Північній Африці, залишивши лише стратегічно найбільш важливі — Сеуту, Танжер та Мазарґан. Для оборони азійських володінь від численних войовничо налаштованих навколишніх царків, португальцям довелося кардинально посилювати Гоа, яке стало «столицею» португальських колоній у Азії. Посилення Османської імперії та розвиток піратства в Середземному морі та Атлантиці вимагало від Португалії додаткових витрат на армію, флот та зміцнення фортець. 7 серпня 1549 року Жуану довелося оголосити про введення загальної військової повинності для чоловіків віком від 20 до 65 років.
Віддаленість від метрополії та амбіції місцевих губернаторів призвели до хаосу в управлінні колоніями. Часом справа доходила до збройних зіткнень між новопризначеними губернаторами та їх попередниками.
Незважаючи на родинні зв'язки, що зв'язували Жуана III та Карла I, почалися конфлікти з Іспанією через володінь в Південно-Східній Азії. Іспанці вважали своє право на володіння «островами Прянощів» більш пріоритетним, оскільки експедиція Магеллана досягла їх, рухаючись на захід від «папського меридіана», встановленого Тордесільяським договором а вже 22 квітня 1529 року Португалія та Іспанія підписали у Сарагосі новий договір, який встановив «антимеридіан», що розділив сфери впливу двох держав у Азії.

#### Церковна політика
Жуан III був відомий винятковою побожністю. При Жуані посилилися переслідування не християн та єретиків. Великий вплив у країні набули єзуїти. У 1536 році була введена інквізиція на зразок іспанської. У 1540 році відбулося перше аутодафе у Лісабоні. Наслідки такого кроку в соціальній та торговій сфері були гнітючими для королівства. Португалія падала в стагнацію, яка надалі характеризувала все правління Себастьяна I Бажаного та його наступника.
Всі ці проблеми лягли важким тягарем на португальську економіку і до кінця правління Жуана III у королівства утворився величезний зовнішній борг та дефіцит торгового балансу.
Король охоче фінансував місіонерську діяльність Єзуїтського ордену. Це призвело до зміцнення зв'язків між Португалією та Римом. У нагороду за це брати короля Генріха I та Альфонса, а також позашлюбний син Едуард, були зведені в сан кардинала.
Велика кількість близькоспоріднених шлюбів між португальськими, кастильськими, арагонськими та австрійськими династіями призвела до їхнього виродження. Всі шестеро синів Жуана III померли ще за його життя, причому з дитячого віку встиг вийти лише наймолодший, Жуан-Мануел. Він помер у віці шістнадцяти років, але встиг одружитися та зачати дитину. Його син Себаштіан успадкував португальський трон від діда.

### Смерть
Жуан III помер 11 червня 1557 року у Лісабоні від апоплексичного удару. Його поховали у Монастирі єронімітів. Наступним королем Португалії став 3-річний принц Себаштіан, онук покійного. Оскільки Жуан ІІІ не залишив по собі заповіту, члени королівської ради проголосили регентшою його дружину-королеву Катерину й презентували це народові як останню волю короля, посилаючись на непідписані документи королівського секретаря.

## Родина
Дружина — Катерина (1507—1578), донька кастильського короля Філіпа I
Діти:
- Афонсу (1526), принц Португальський (1526), помер немовлям
- Марія-Мануела (1527—1545), принцеса Португальська (1527—1531) ∞ Феліпе II, король Кастилії
- Ізабела (1529), померла немовлям
- Беатриса (1530), померла немовлям
- Мануел (1531–1537), принц Португальський (1531–1537), помер дитиною
- Філіпе (1533–1539), принц Португальський (1537–1539), помер дитиною
- Дініш (1535—1537), помер немовлям
- Жуан-Мануел (1537—1554), принц Португальський (1539—1554)
- Антоніу (1539—1540), помер немовлям

Коханка — Ізабела Моніш (?—?), донька лісабонського міського голови
Діти:
- Мануел (?—1521), помер немовлям
- Дуарте (1521—1543), архієпископ Бразький (1542—1543)

## У культурі

### Образотворче мистецтво

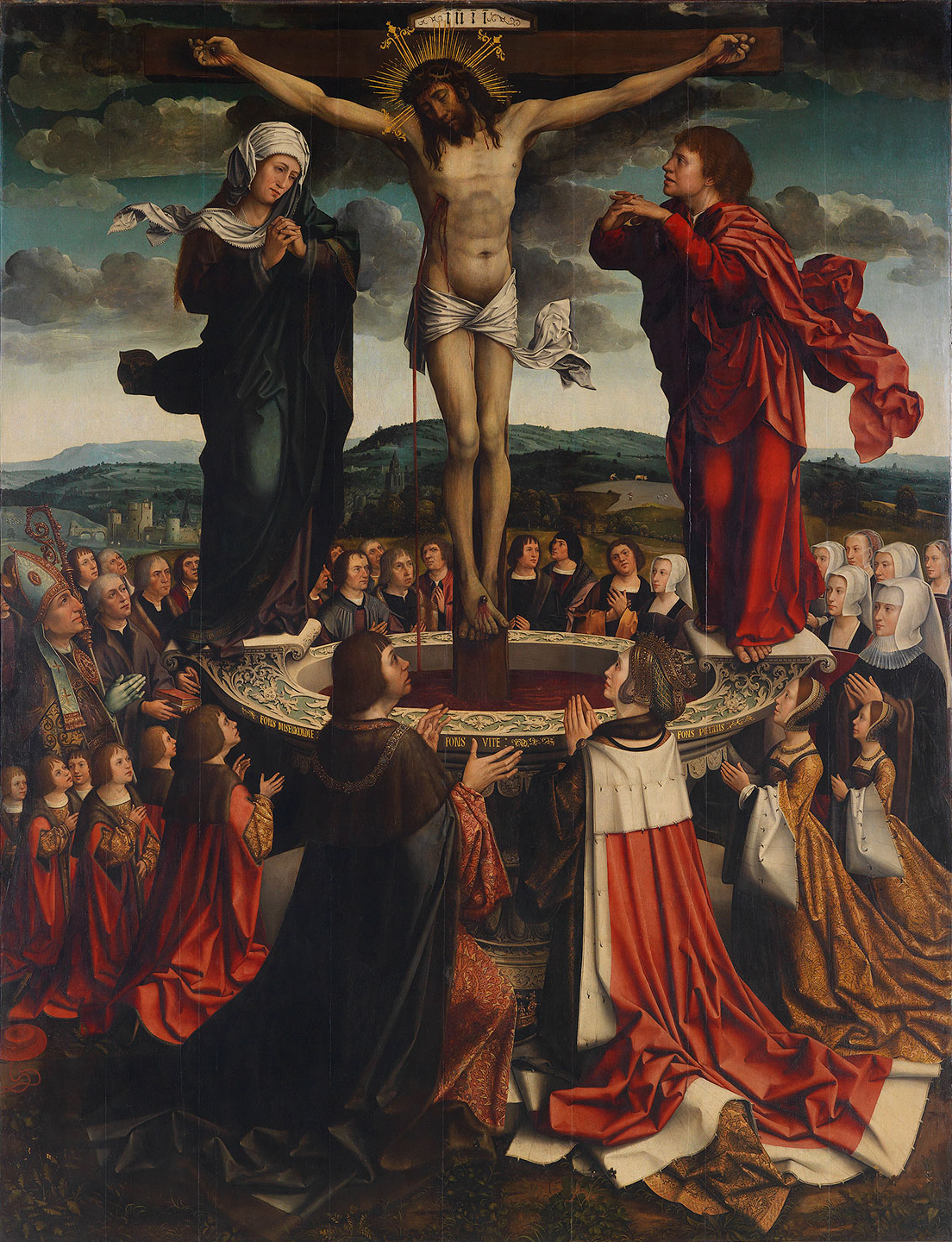
1517, К. де Котер
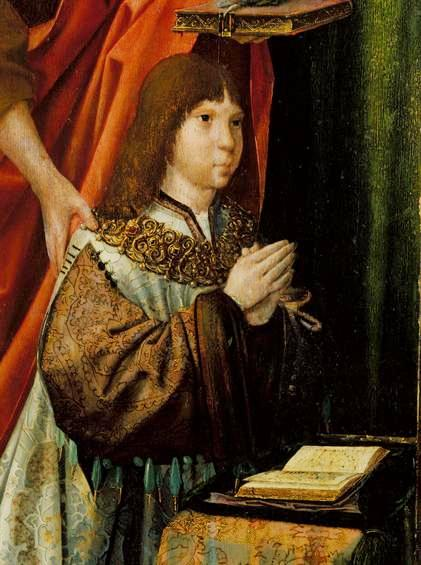
XVI ст.
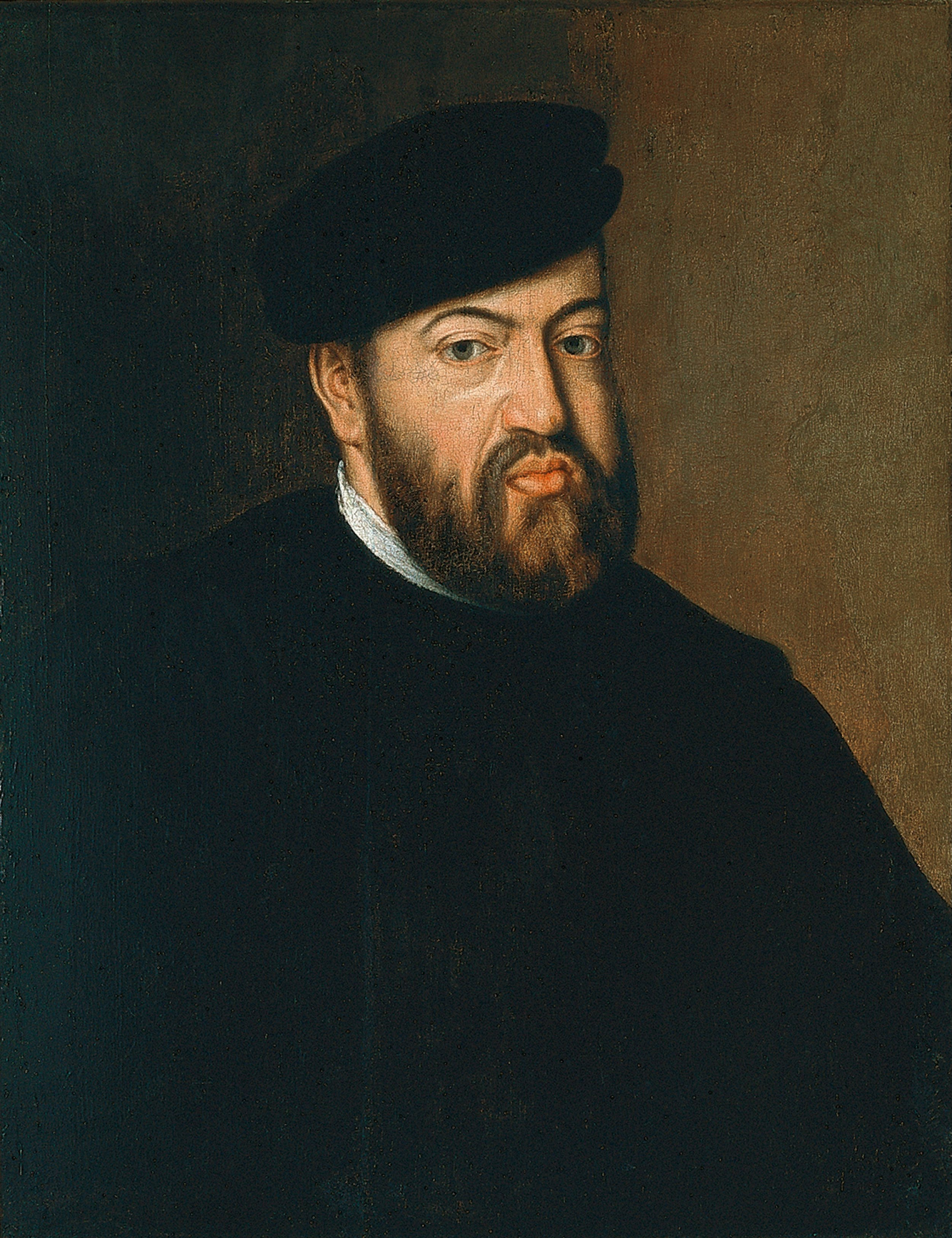
1522, К. Лопіш
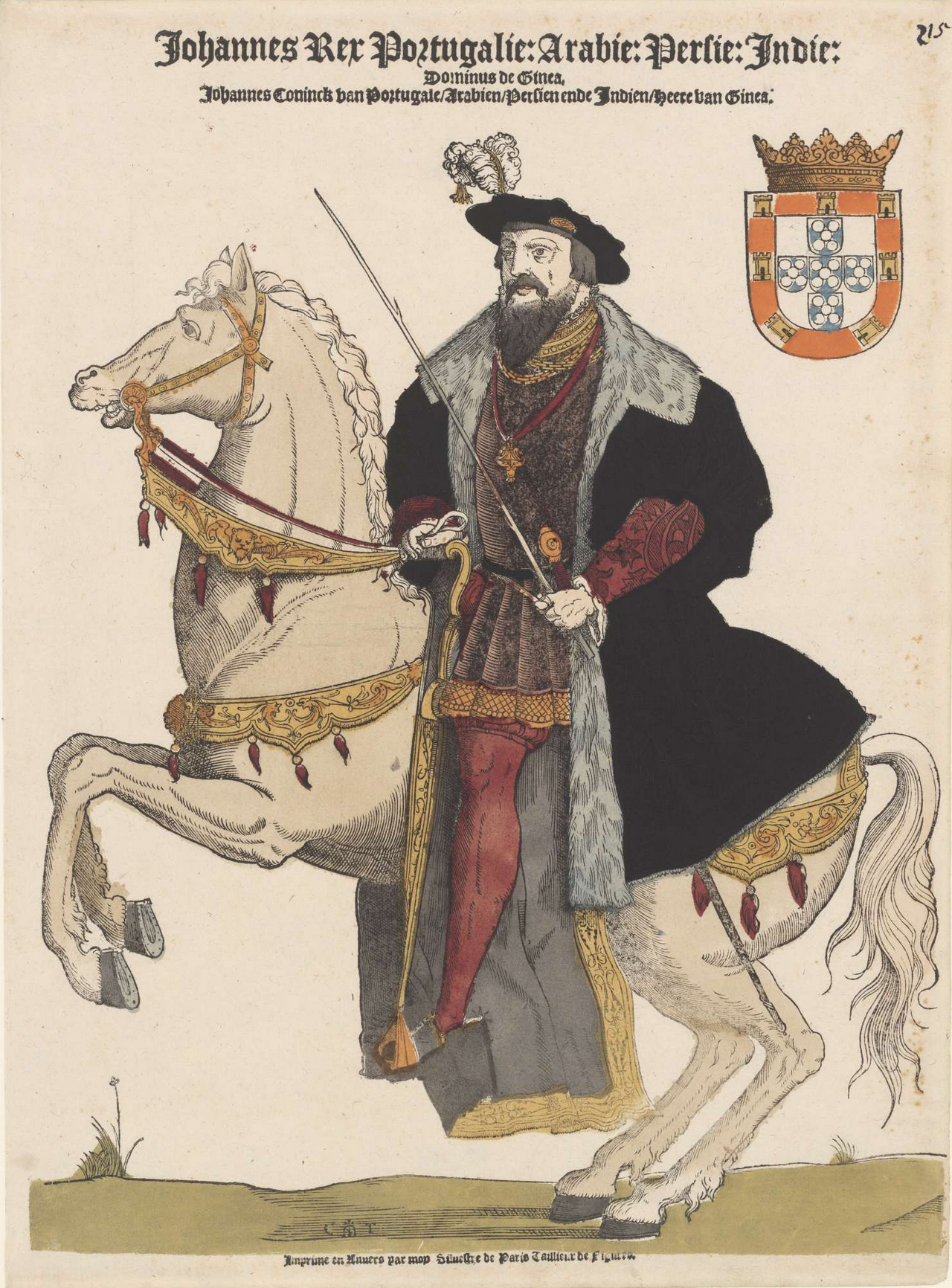
1544, К. Антоніш
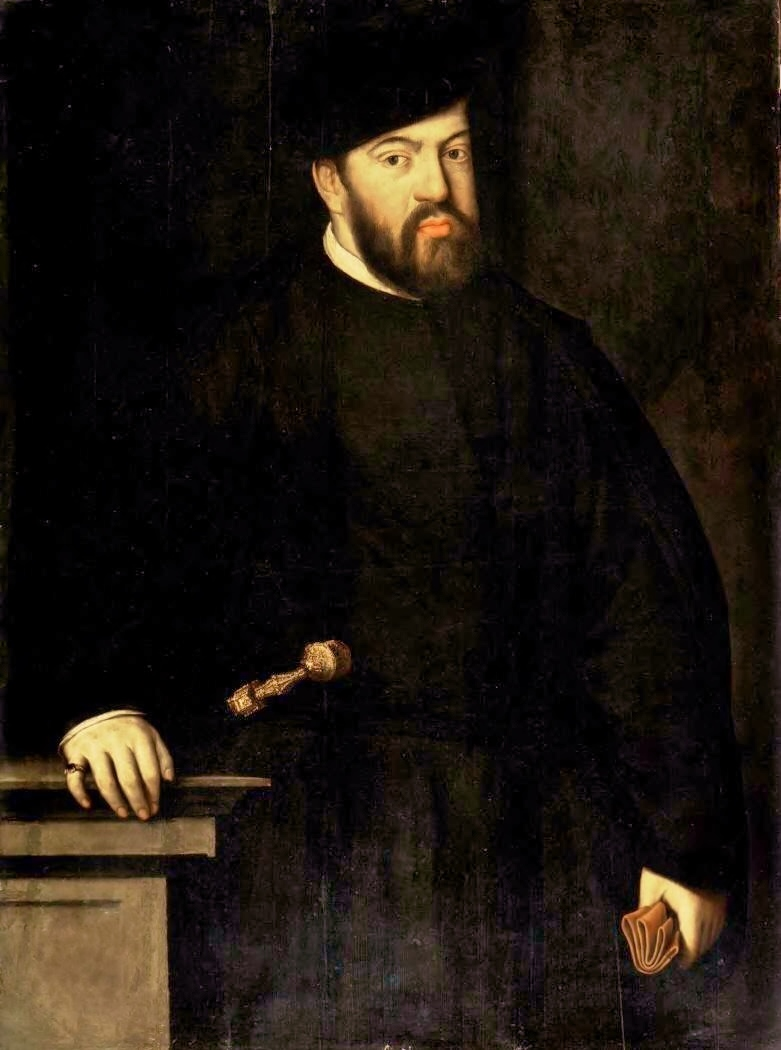
1552, А. Мор
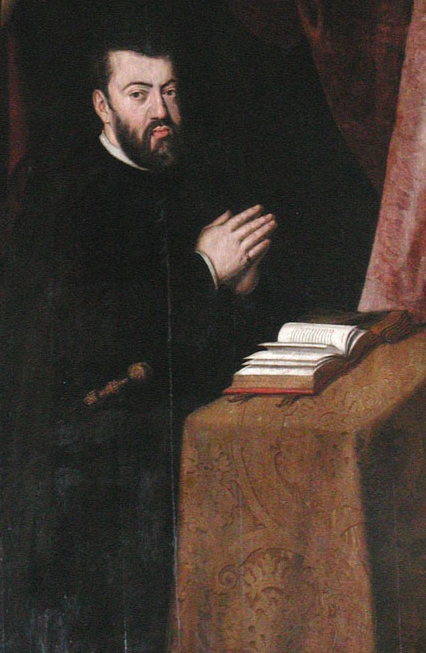
1552, К. Лопіш
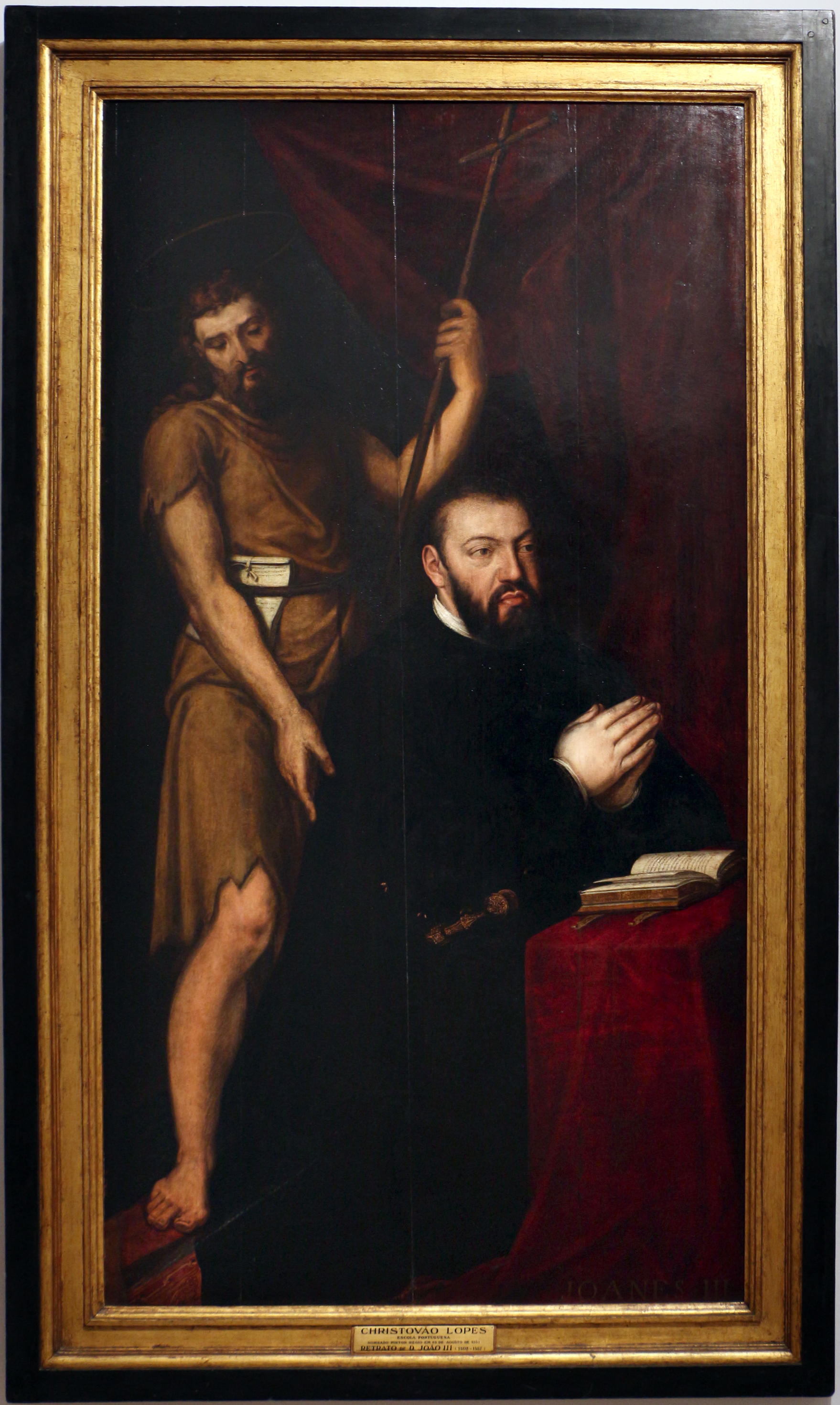
1564, К. Лопіш
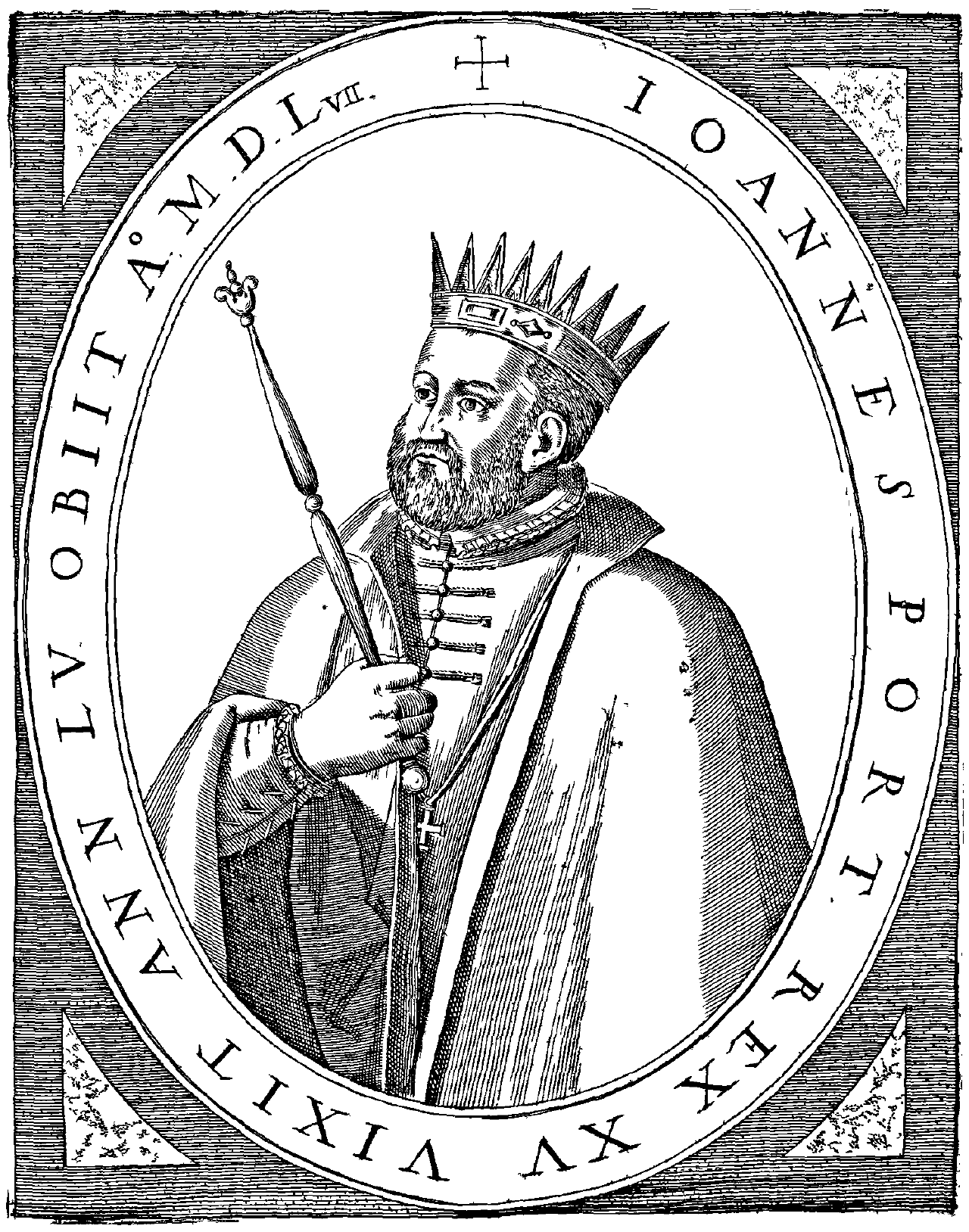
1603, П. Перрет
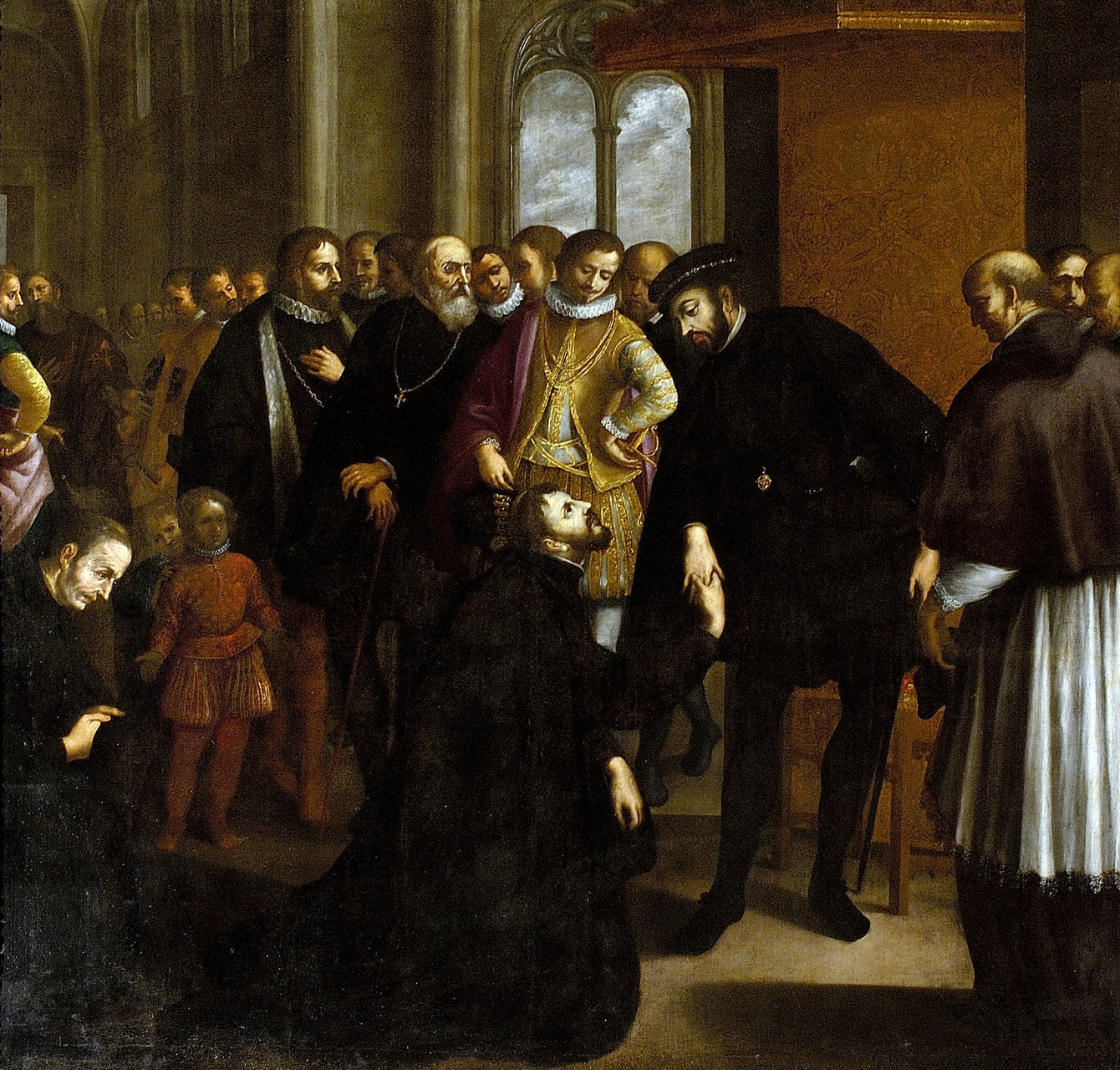
1635, Ж. Ребелу
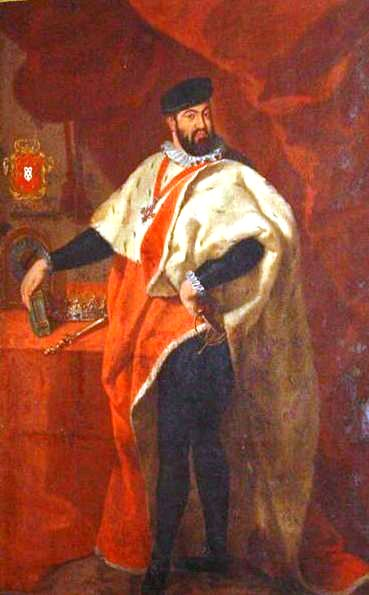
1656, К. Фальш
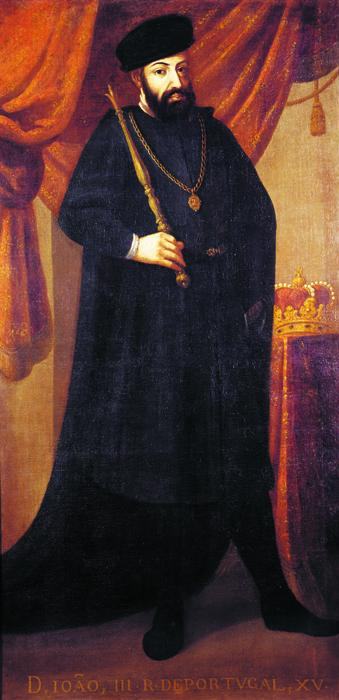
1718, Е. Феррейра
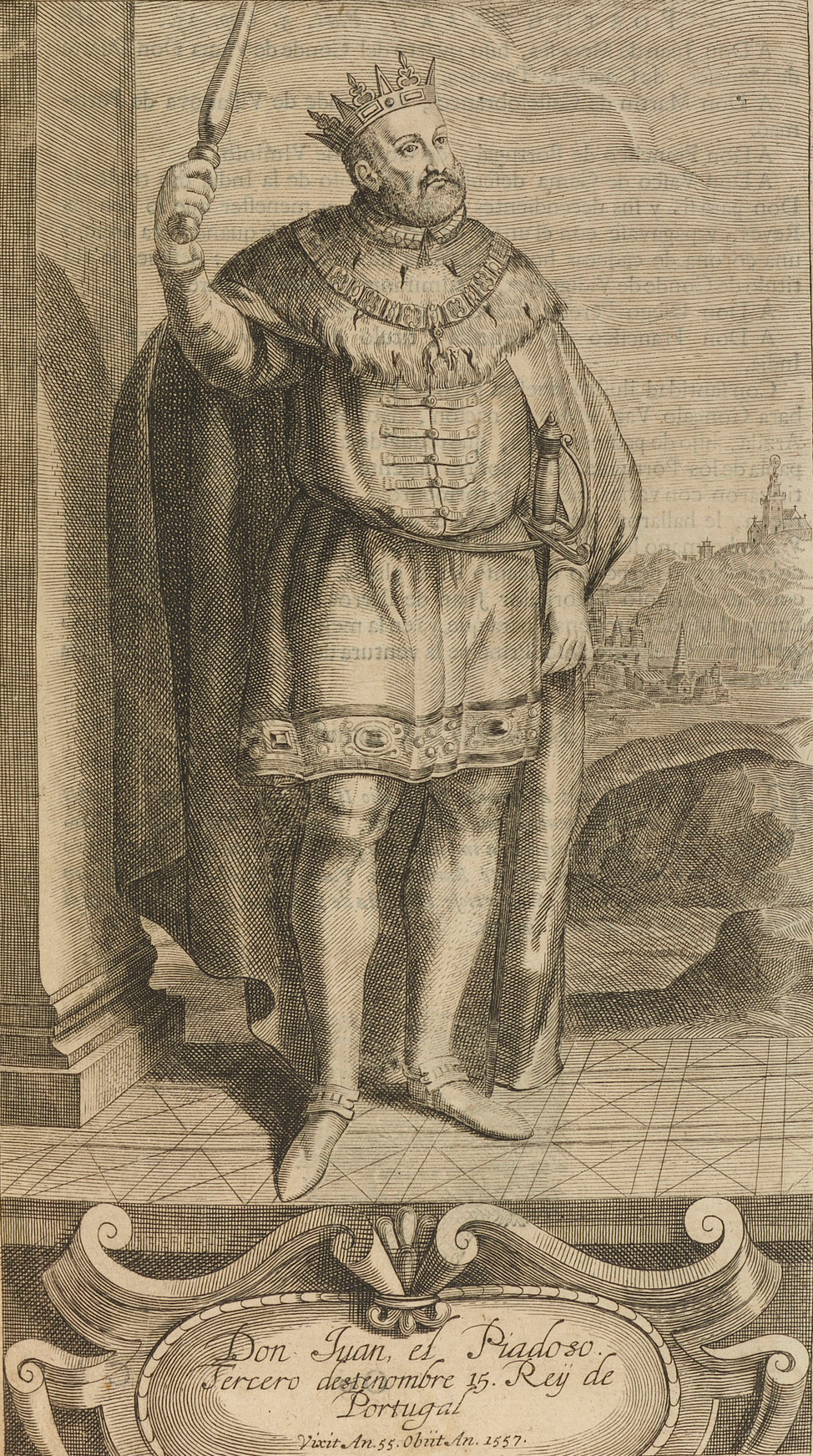
XVIII ст.
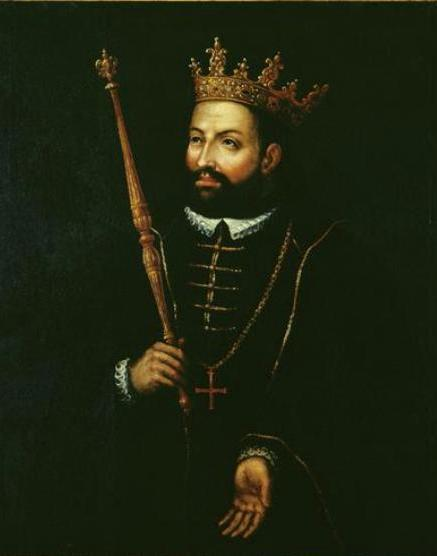
XVIII ст.
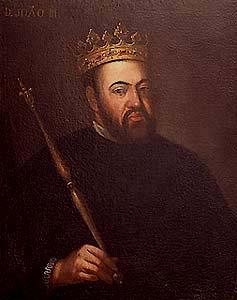
ХІХ ст.
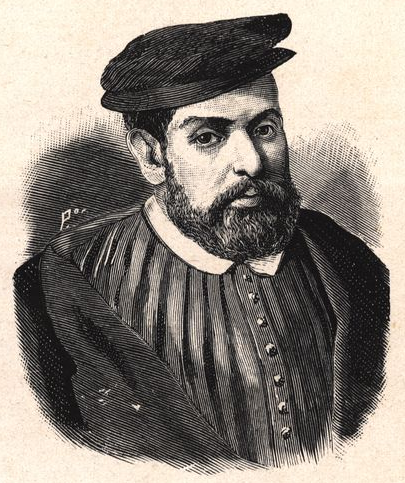
1922, Ф. Мунту
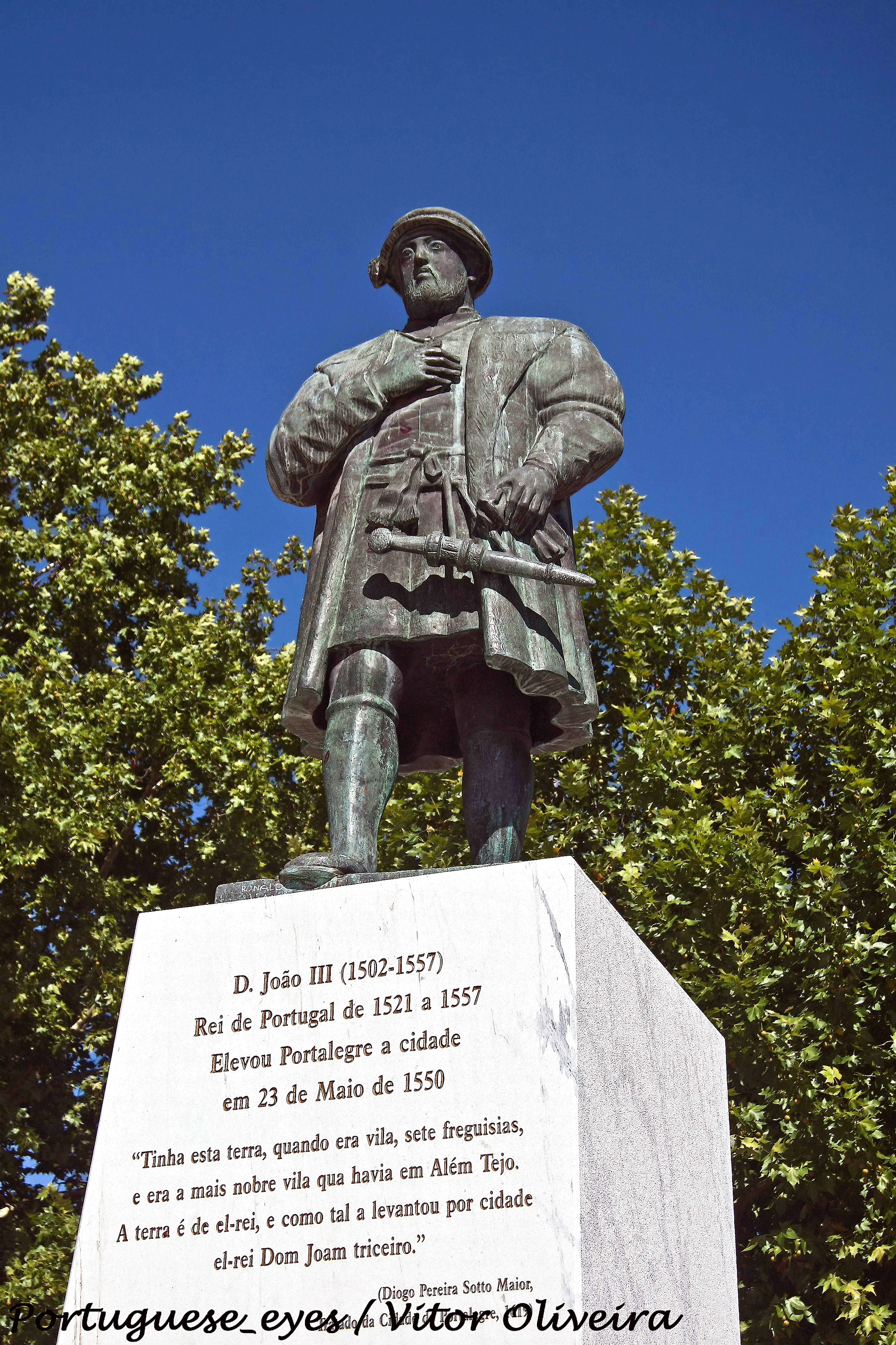
ХХ ст., Порталегре
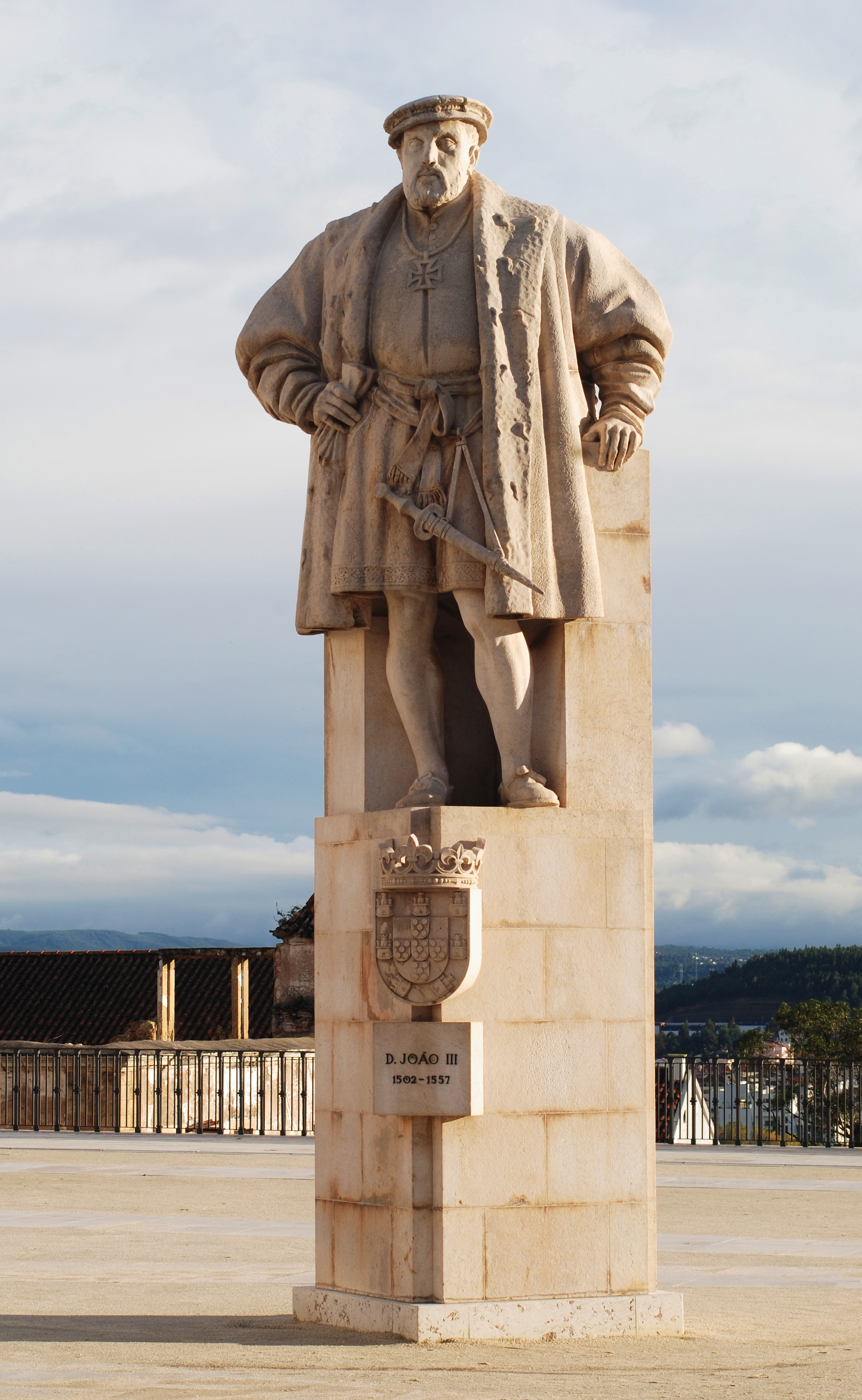
ХХ ст., Коїмбра